# I. Fülöp francia király
I. Fülöp francia király (franciául: Philippe Ier de France; 1052. május 23. – Melun, 1108. július 29.) 1059–1108 között Franciaország királya.

## Élete
Fülöp herceg I. Henrik francia király és Anna Jaroszlavna kijevi hercegnő egyetlen fiúgyermekeként született 1052 májusában ismeretlen helyen. Még édesapja halála előtt, 1059. május 23-án társuralkodó francia királlyá koronázták, noha még csak hetedik évében járt.

## Uralkodása
1060. augusztus 4-én I. Henrik halála után I. Fülöp néven egyeduralkodóként foglalta el a francia trónt. Kiskorúságára való tekintettel kétfős régensi bizottságot neveztek ki melléje: az egyik tag édesanyja volt, az első régensként tevékenykedő királynéként a francia történelemben, a másik V. Balduin flamand gróf. A régensek a király tizennegyedik születésnapján, 1066-ban adták át a tényleges hatalmat az uralkodónak. 
Hódító Vilmos ellenében támogatta Róbert angol trónörökös felkelését, emiatt Vilmos 1087-ben pusztító hadjáratot intézett Franciaország ellen.

## Házasságával kapcsolatolatos konfliktusok
1072-ben feleségül vette I. Floris holland gróf egyetlen leányát, Berta holland grófnőt. A házaspárnak öt gyermeke született:
- Konstancia hercegnő (1078–1124/1126), első házassága révén Champagne grófnéja, második házassága révén Antiochia fejedelemasszonya
- Lajos trónörökös herceg (1081–1137), később Franciaország királya
- Henrik herceg (1083), kisgyermekként elhalálozott
- Károly herceg (1085), kisgyermekként elhalálozott
- Odo herceg (1087–1096).

Annak ellenére, hogy örökösök szempontjából házassága sikeresnek volt mondható, I. Fülöp király szerelembe esett IV. Fulkó anjoui gróf feleségével, Bertrade de Montfort grófnővel. Elhagyta Berta királynét és 1092. május 15-én feleségül vette szeretőjét, aki négy gyermekkel ajándékozta meg. Egyes források szerint a párnak született egy ötödik gyermeke is, Eustachia hercegnő, akinek létezése bizonytalan:
- Fülöp herceg (1093 körül–1123), Mantes grófja
- Fleury herceg (1093 körül–1147), Nangis nagyúrja
- Cecília hercegnő (1097–1145), első házassága révén Galilea fejedelemnéje, második házassága révén Tripolisz őrgrófnéja.

A második házasság miatt a királyt 1094-ben előbb a lyoni érsek, majd 1095 novemberében maga II. Orbán pápa is kiátkozta. Annak érdekében, hogy az egyház megbocsásson neki, az uralkodó hajlandó volt többször is megígérni, hogy elhagyja második asszonyát és visszafogadja a holland grófnőt; adott szava ellenére mégis mindig visszatért Bertrade királynéhoz. II. Orbán pápa utódja, II. Paszkál megújította az átkot. 1104-ben hosszas tárgyalások után Fülöp megígérte, hogy megszakítja a kapcsolatot Bertrade-dal, így a pápa megszüntette a kiközösítést. Az egyházi átok miatt Anjou és Flandria grófjai fellázadtak ellene.
1108 júliusában halt meg Melunban. Saint-Benoît-sur-Loire kisváros apátságában temették el. Örökébe legidősebb fia lépett.

## Fordítás
- Ez a szócikk részben vagy egészben a Philip I of France című angol Wikipédia-szócikk ezen változatának fordításán alapul.  Az eredeti cikk szerkesztőit annak laptörténete sorolja fel. Ez a jelzés csupán a megfogalmazás eredetét és a szerzői jogokat jelzi, nem szolgál a cikkben szereplő információk forrásmegjelöléseként.